# 7221 Sallaba
A 7221 Sallaba (ideiglenes jelöléssel (7221) 1981 SJ) a Naprendszer kisbolygóövében található aszteroida. Vavrova, Z. fedezte fel 1981. szeptember 22-én.